# Plážový volejbal na letních olympijských hrách
Plážový volejbal byl představen na letních olympijských hrách v roce 1992 jako ukázkový sport a od roku 1996 se stal oficiálním sportem. Vítězství na olympiádě je v plážovém volejbalu považováno za nejvyšší ocenění, následováno mistrovstvím světa a světovou tour Mezinárodní volejbalové federace (FIVB).

## Medailové pořadí zemí
| Pořadí | Země                         | Zlato | Stříbro | Bronz | Celkem |
| ------ | ---------------------------- | ----- | ------- | ----- | ------ |
| 1.     | Spojené státy americké (USA) | 6     | 2       | 1     | 9      |
| 2.     | Brazílie (BRA)               | 2     | 6       | 3     | 11     |
| 3.     | Austrálie (AUS)              | 1     | 0       | 1     | 2      |
| 3.     | Německo (GER)                | 1     | 0       | 1     | 2      |
| 5.     | Čína (CHN)                   | 0     | 1       | 1     | 2      |
| 6.     | Španělsko (ESP)              | 0     | 1       | 0     | 1      |
| 7.     | Kanada (CAN)                 | 0     | 0       | 1     | 1      |
| 7.     | Lotyšsko (LAT)               | 0     | 0       | 1     | 1      |
| 7.     | Švýcarsko (SUI)              | 0     | 0       | 1     | 1      |
| Celkem | Celkem                       | 10    | 10      | 10    | 30     |